# Dactylochelifer kaszabi
Dactylochelifer kaszabi är en spindeldjursart som beskrevs av Beier 1970. Dactylochelifer kaszabi ingår i släktet Dactylochelifer och familjen tvåögonklokrypare. Inga underarter finns listade i Catalogue of Life.